# Karl-Heinz Bendert
Karl-Heinz Bendert (9 de setembro de 1914 - 16 de julho de 1983) foi um oficial alemão que serviu durante a Segunda Guerra Mundial. Foi condecorado com a Cruz de Cavaleiro da Cruz de Ferro.

## Condecorações
- Troféu de Honra da Luftwaffe (18 de setembro de 1942)
- Distintivo de Voo do Fronte da Luftwaffe (15 de junho de 1941)
- Cruz de Ferro (1939)
  - 2ª classe (8 de junho de 1940)
  - 1ª classe (31 de agosto de 1940)
- Cruz Germânica em Ouro (15 de outubro de 1942)
- Cruz de Cavaleiro da Cruz de Ferro (30 de dezembro de 1942)